# José Zapiola Cortés
José Zapiola Cortés (Santiago, Xile, 1802 - 1875) fou un compositor xilè.
El 1871 fou deixeble del professor de bandes Matías Sarmiento. El 1852 fou nomenat director del Conservatori Nacional de Música on tingué entre altres alumnes a Francisco Oliva i, després mestre de capella de la Catedral.
Va compondre molta música religiosa, entre les quals destaca un inspirat Rèquiem, però el que li donà més celebritat fou l'Himne de Yunay, que va compondre en ocasió d'aquella victòria i amb l'objecte de rebre els triomfadors d'aquella memorable jornada en la història de la llibertat americana; aquest himne constitueix a Xile quelcom així com La Marsellesa pel poble francès.
'Zapiola es dedicà, a més a propagar la història i el gust per la Música i va escriure uns interessants Apuntes históricos sobre la Música, els quals es publicaren en La Estrella de Chile, i coadjuvà a fundar i sostenir El Semanario Musical (1852), primera revista artística publicada a Xile. També va escriure la història dels seus esforços per la música a la que dedicà la seva vida per sencer, amb el títol de Recuerdos de treinta años.